# 梅麗莎·蘭茲曼
梅麗莎·蘭茲曼 MP（1984年4月8日—），加拿大政治人物和公共关系主管，現任聯邦保守党副黨魁和康山選區眾議院議員。 蘭茲曼是第一位公开承认自己是女同性恋的保守党议员，也是第一位当选為保守党议员的犹太女性。 
蘭茲曼此前曾担任加拿大总理哈珀内阁多位内阁成员的通讯顾问。她曾担任安大略進步保守黨的高级顾问，并担任2018年安大略省大选期间的首席发言人。 蘭茲曼曾任战略传播公司加拿大企业局（Enterprise Canada）全国公共事务副总裁。 

## 早年生活和教育
蘭茲曼1984年出生于多伦多的一个俄羅斯猶太人家庭，并在康山长大。她的母亲是一名会计，父亲是一名工程师，从事出租车业务并经营多家当铺。她曾就读于約克區朗斯达夫中學的法语浸入式课程，除了英语和俄语外，还能说一口流利的法语。蘭茲曼有一个兄弟。 
她隨後就读于多倫多大學，并获得了文学学士学位。后来，她进入渥太華大學和多伦多大学罗特曼管理学院攻读研究生。 

## 政治生涯
青少年时期，蘭茲曼在地方选举中自愿为联邦保守党候选人担任志願者。2008年加拿大联邦大选期间，她被任命为高级通讯顾问。此后，她在2008年至2011年間被任命为加拿大外交部通讯主管，在外交部长康農和白諤德的领导下任职。2011年至2012年，她担任加拿大总理办公室通讯主任，陪同加拿大总理哈珀进行国内外访问。
在可口可乐公司短暂担任高级公共事务顾问后，蘭茲曼重返政府担任财政部长乔·奥利弗的通讯主管。2015年加拿大联邦大选中保守党政府败选后，蘭茲曼重返私营部门，並且担任加拿大帝国商业银行资本市场高级总监。 
2018年，蘭茲曼担任安大略省议员卡罗琳·梅隆尼（前總理拜仁·梅隆尼之女）竞选安大略进步保守党黨魁的通讯主管。梅隆尼败选后，她加入了進步保守党2018年安大略省大选的竞选活动，担任该党的首席发言人和作战室主任。 她负责监督竞选活动的所有新闻通讯和社交媒体发布。最終进步保守党在大選中勝出组建了多数政府。 大选结束后，蘭茲曼加入了伟达公共关系顾问公司的多伦多办事处。  2020年，她加入Enterprise Canada，担任公共事务副总裁。 她于2021年放弃了在Enterprise Canada的合作关系，以专注于自己的政治生涯。

### 國會議員

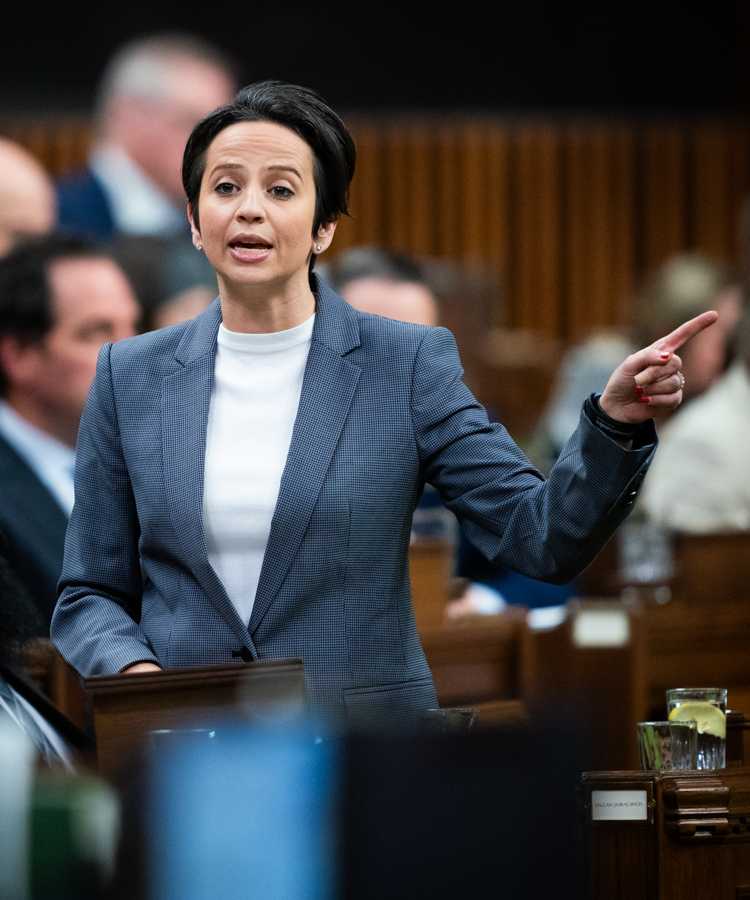
蘭茲曼在眾議院议会發言（2024年）

2020年，當時代表康山選區的保守党議員彼得·肯特从议会退休后，蘭茲曼于2020年11月27日宣布竞选保守党提名。她获得了前总理哈珀、時任阿尔伯塔省省长康尼、前联邦外交部长白諤德、前联邦財政部长乔·奥利弗、還未做黨魁的博勵治、前臨時黨魁安布絲、國會議員林寶萊和前副黨魁丽莎·雷特，以及時任安大略省交通廳长卡罗琳·梅隆尼、時任省教育廳长斯蒂芬·莱切和省議員趙成勛的支持。 
2021年3月17日，她击败了康山进步保守党省議員吉拉·马托，成为该选区的保守党候选人。蘭茲曼于2021年加拿大聯邦大選中当选為议员，她以51.3%的選票擊敗了联邦自由黨候選人Gary Gladstone贏得了該席位  ，并于10月28日宣誓就职。自同年11月起，她一直担任當時的保守党黨魁奥图尔的反对党影子内阁中的交通评議员。蘭茲曼当选为议会交通和基础设施常设委员会副主席。目前，蘭茲曼担任加拿大—中华人民共和国关系特别委员会委员。 
博勵治於2022年加拿大保守黨黨魁選舉当选保守党黨魁后，他任命蘭茲曼与來自艾伯塔省的國會議員添·歐普一起为保守黨副黨魁。 2023年1月，蘭茲曼呼籲國會就大多倫多地區交通系統和加拿大各地暴力事件的增加進行緊急辯論。
2024年1月，蘭茲曼被《國會山莊時報》評為2024年聯邦政治和政府中最值得關注的100名最有影響力的人物之一。

## 个人生活
蘭茲曼是一名女同性恋者，于2017年结婚。 她患有严重的克隆氏症。 
她会说英语、法语和俄语，亦是多伦多蓝鸟的球迷。  

## 選舉歷史
| 年度 | 選舉屆數           | 選區 | 所屬政黨     | 得票數 | 得票率 | 當選標記 | 備註 |
| ---- | ------------------ | ---- | ------------ | ------ | ------ | -------- | ---- |
| 2021 | 第四十四屆聯邦大選 | 康山 | 加拿大保守黨 | 25,687 | 51.3%  |          |      |
| 2025 | 第四十五屆聯邦大選 | 康山 | 加拿大保守黨 | 44,419 | 66.4%  |          |      |